# N45 (Niger)
Die N45 oder RN45 ist eine hochrangige Straße vom Typ Nationalstraße (französisch route nationale) in den Regionen Maradi und Zinder in Niger.

## Verlauf und Charakteristik
Die N45 ist insgesamt 151,3 Kilometer lang. Sie beginnt in der Stadt Tessaoua in der Region Maradi, wo sie von der N1 abzweigt. Sie führt durch die Dörfer Dan Djirgaou und Maïguizaoua, den Gemeindehauptort Ourafane sowie das Dorf Gararé, bevor sie die Region Zinder erreicht. Sie quert das Trockental Goulbin Kaba und verläuft durch das Dorf Yagagi und den Gemeindehauptort Gangara, wo sie die N32 kreuzt, die die Stadt Keita und das Dorf Sabon Kafi verbindet. Schließlich führt die N45 durch den Gemeindehauptort Olléléwa und mündet im Dorf Guézawa in die N11.
Es handelt sich zwischen Tessaoua und Dan Djirgaou sowie zwischen Ourafane und Yagagi um eine einfache Landstraße, zwischen Dan Djirgaou und Ourafane um eine einfache Piste und zwischen Yagagi und Guézawa um eine einfache Erdstraße.